# Middenmolen Nieuwe Driemanspolder
De Middenmolen Nieuwe Driemanspolder maakt deel uit van de Molendriegang bij de Nederlandse plaats Leidschendam. Deze tweede trap van de molengang heeft een opvoerhoogte van 1,35 m. De molen is in 1672 samen met de twee andere molens gebouwd ten behoeve van het droogmaken van de Nieuwe Driemanspolder. De molen is voorzien van een scheprad. In 1951 werd de molengang stilgezet. Een gemaal nam de taak van de molens over, en bovendien was door een verandering aan de ondermolen een onbalans in de bemaling ontstaan. Sinds 1958 waren de molens in bezit van de provincie Zuid-Holland. In december 2023 werden ze overgedragen aan de Rijnlandse Molenstichting.
De molengang is maalvaardig en draait eens per maand, op zaterdag.